# Lurcher
Le Lurcher est un chien originaire de Grande-Bretagne et d'Irlande. Il correspond plutôt à un type de chien qu'à une race propre. 
Il résulte d'un croisement dont un des parents est un lévrier, contrairement au Longdog qui est issu du croisement entre 2 lévriers.

## Description
Ce chien doit avoir un physique en rapport avec son parent lévrier.

## Histoire

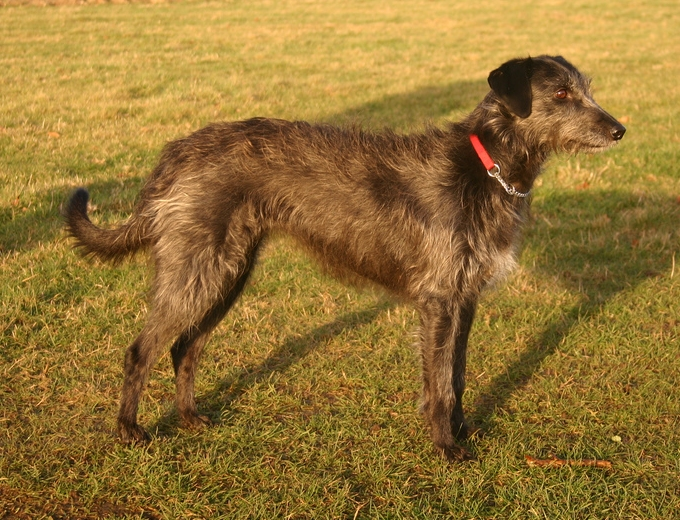
Lurcher (type Deerhound).

À une certaine époque, seule la noblesse anglaise pouvait posséder des lévriers. 
Afin de déjouer cette interdiction, les gens d'une condition inférieure ont croisé des lévriers anglais ou des lévrier écossais avec des chiens de travail comme le Berger écossais. 
Ils ont ainsi obtenu un bon chien de chasse qui pouvait attraper ses proies à la course. 
Il est donc par excellence le chien de braconnier.

## Caractère
Le Lurcher est affectueux et fidèle. C'est un bon animal de compagnie qui a un besoin important d'exercice.

## Photos

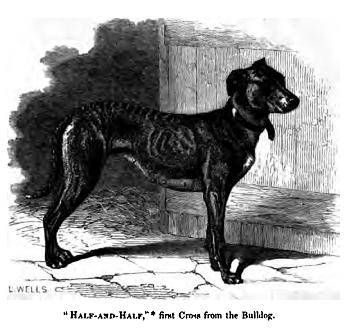
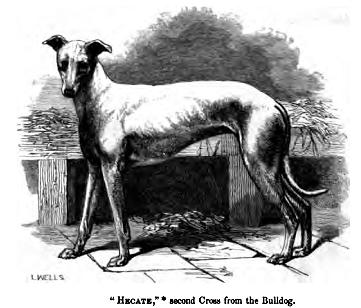
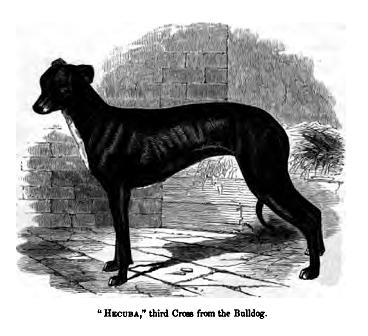
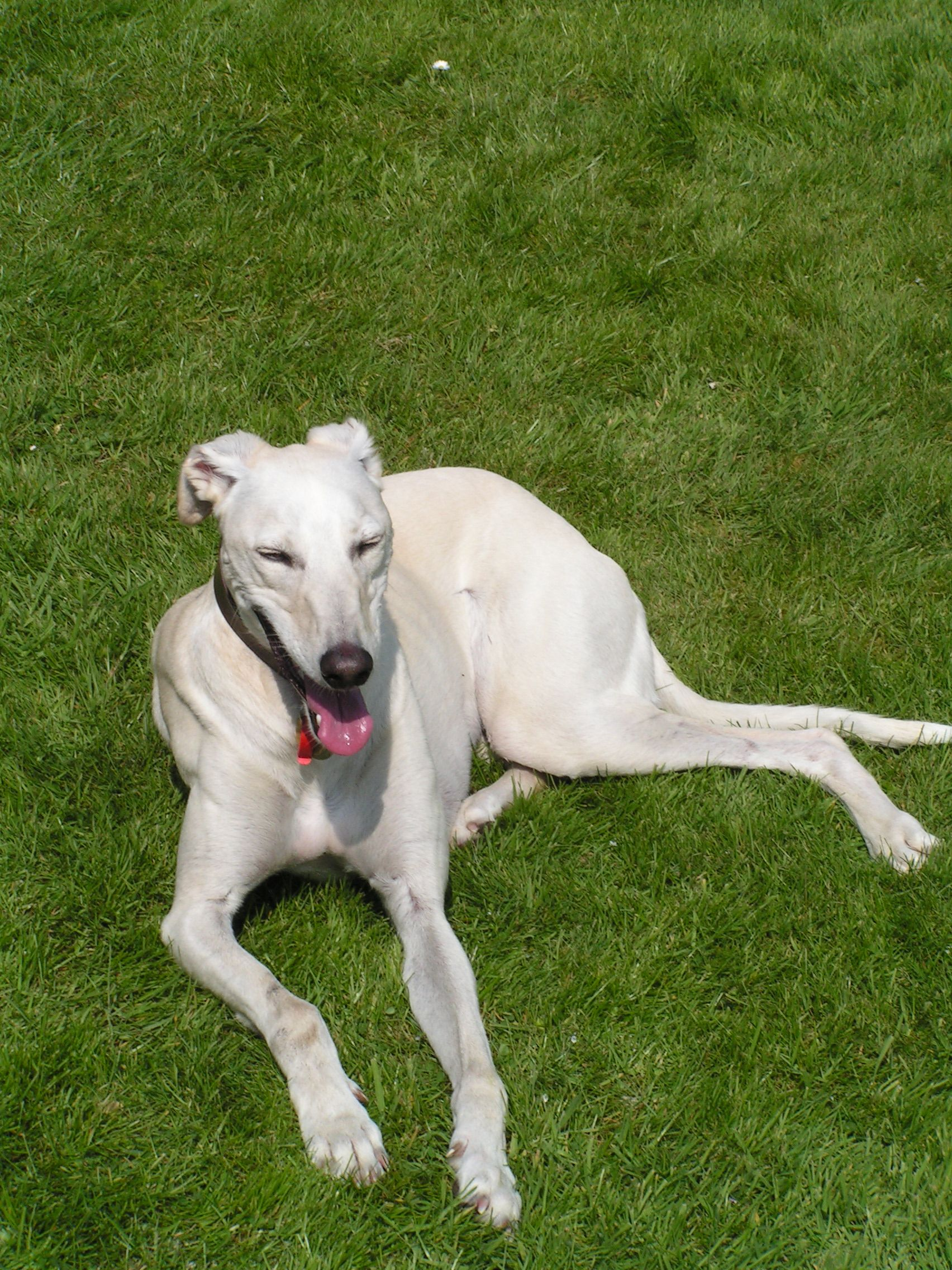